# Jeremy M. Berg
Jeremy Mark Berg est un scientifique américain né le 10 avril 1958. Il est le directeur fondateur de l'Institut de médecine personnalisée de l'Université de Pittsburgh. Il occupe les postes de vice-chancelier principal associé pour la stratégie et la planification scientifiques et de professeur de biologie computationnelle et des systèmes à l'Université de Pittsburgh. De 2016 à 2019, Berg est rédacteur en chef de Science.

## Éducation
Berg obtient son baccalauréat et sa maîtrise à l'Université Stanford où il fait des recherches avec Lubert Stryer (en). Il obtient son doctorat avec Richard H. Holm à l'Université Harvard. Il effectue ensuite un stage post-doctoral avec Carl Pabo en biophysique à la Johns Hopkins School of Medicine.

## Carrière
Il est directeur de l'Institut national des sciences médicales générales (NIGMS) aux National Institutes of Health (NIH) et professeur à la Johns Hopkins School of Medicine, directeur du département de biophysique et de chimie biophysique  et auteur de plusieurs livres, dont le manuel Biochemistry. Il co-écrit ce livre avec John L. Tymoczko et Lubert Stryer, ainsi que Principles of Bioinorganic Chemistry avec Stephen J. Lippard. Il reçoit le prix ACS de l'American Chemical Society en chimie pure en 1993. Il est largement connu pour ses travaux sur les protéines à doigts de zinc, notamment sa prédiction vérifiée de la structure tridimensionnelle des domaines à doigts de zinc de type TFIIIA avant la détermination expérimentale de leurs structures.
En juillet 2011, Berg quitte son poste au NIH pour devenir vice-chancelier associé pour la stratégie et la planification de la santé à l'Université de Pittsburgh et pour assumer le rôle de professeur au département de calcul et systèmes biologiques de l'Université de Pittsburgh. Berg suit sa femme, Wendie, à Pitt où elle est professeur au département de radiologie de l'École de médecine.
En 2012, Berg est élu président de l'American Society for Biochemistry and Molecular Biology jusqu'en 2014.
Il reçoit un prix présidentiel du jeune chercheur (1988-1993), le prix de l'American Chemical Society en chimie pure (1993), le prix Eli Lilly pour la recherche fondamentale en chimie biologique (1995).